# Vendeltiden

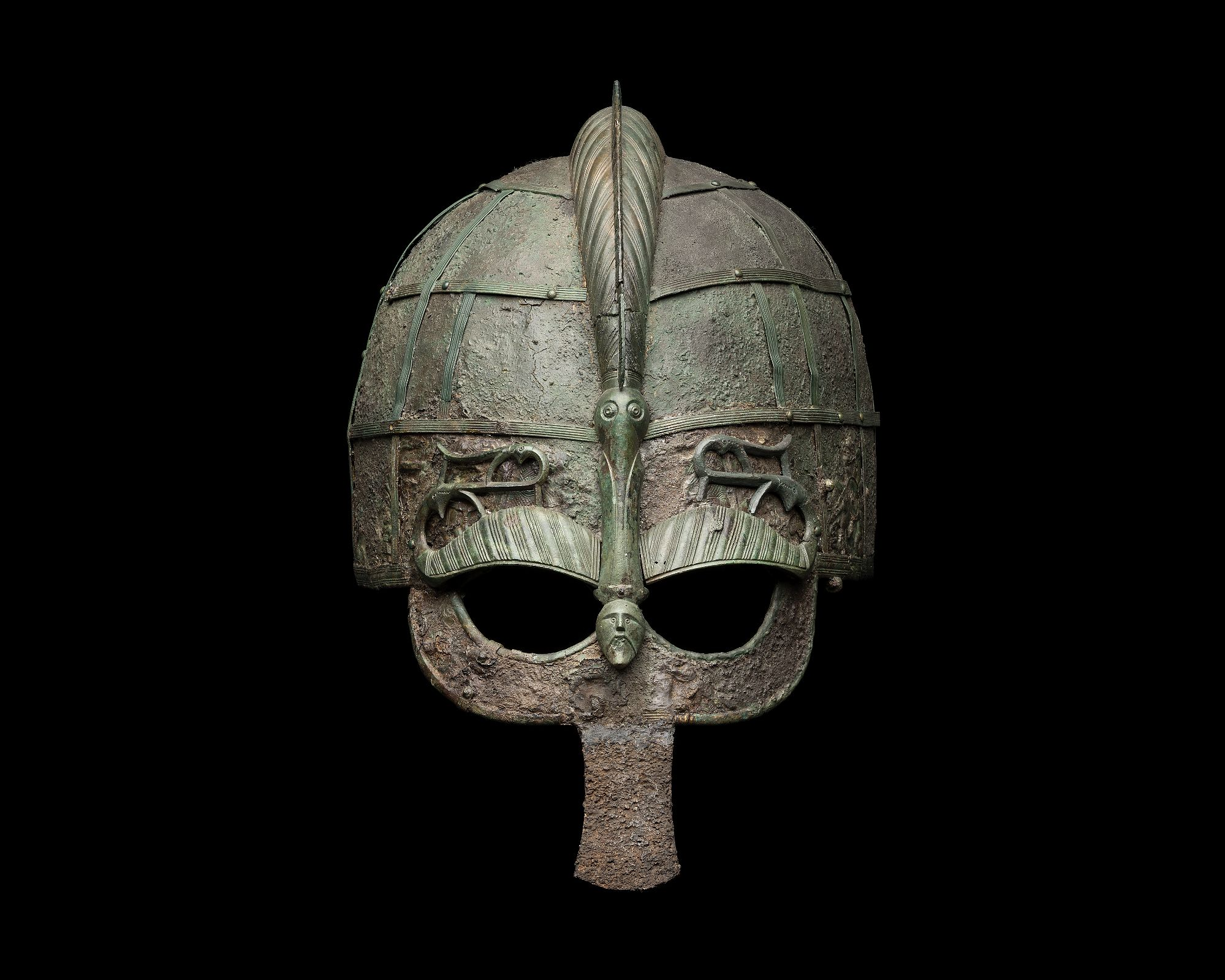
Prakthjälm i järn med bronsbeslag som hittades i en båtgrav i närheten av Vendels kyrka.

Vendeltiden är den mellersta perioden av yngre järnålder i Sveriges förhistoria, namngiven efter de rika arkeologiska fynden från båtgravfältet i Vendel nära Vendels kyrka norr om Uppsala. Motsvarande period i Norges historia kallas Merovingertiden och i Danmark Yngre germansk järnålder.

## Historia
Perioden sträcker sig mellan folkvandringstiden och vikingatiden, från ca år 550 till år 800, och från perioden finns bland annat gravfält och båtgravar från Vendel och Valsgärde norr om Gamla Uppsala, och gravfältet vid Ultuna strax intill Fyrisån, en halvmil söder om Uppsala.
År 1881 upptäcktes båtgravarna i Vendel i samband med kyrkogårdens utvidgning, och elva båtgravar, varav några plundrade, grävdes därefter ut av Hjalmar Stolpe. 1893 grävdes ytterligare tre gravar ut. Gravarna var vid denna tid de rikaste som påträffats i Sverige. I Båtgrav XII hade den döde i båten fått med sig två tveeggade och ett eneggat svärd, två sköldar, en hjälm, ett spjut samt pilar till en båge. Därutöver glasbägare, spelbrickor, hästbetsel och redskap samt utanför båten offrade hästar och hundar.
Under vendeltiden byggdes ansenliga rikedomar upp kring Gamla Uppsala förmodligen från bergsbruk och handel. Skeppen blir allt viktigare och hästarna från vendeltidens Sverige är omtalade som särskilt bra. Den 16-typiga runraden, som de flesta runstenar är skrivna med ersätter den 24-typiga i hela Skandinavien vilket tyder på starka kungar med nära kontakter med varandra.
Under den tidiga vendeltiden regerar, enligt sagorna, de sista kungarna av den gamla Ynglingaätten. En maktkoncentration kan förmodas genom de stora kungshögarna och de senare mångtaliga båtgravarna i Svealand. Beträffande Ynglingaättens två sista kungars, Bröt-Anunds och Ingjald Illrådes, förmodade gravhögar, Anundshögen, Västmanlands och tillika Sveriges största kungshög respektive Uppsa kulle, Södermanlands största kungshög har dock inga närmare arkeologiska undersökningar eller dateringar gjorts.
Efter hand blir högarna betydligt mindre och under vikingatid är de endast några få meter i diameter, dock ofta placerade i närheten av de gamla högarna i Gamla Uppsala. Ett annat gravskick som uppkommer under vendeltid är båtgravarna. Dessa finns på flera håll i Svealand men de mest kända torde vara de i Valsgärde någon kilometer norr om Gamla Uppsala och de i Vendel som givit epoken dess namn. Båtgravarna visar liksom bronsålderns skeppssättningar att sjövägarna var viktiga. Båtgravarna från vendeltid är rika på gravfynd, och att kontakterna med utlandet var viktiga visas bland annat av att man i båtgraven i Sutton Hoo, England, har hittat fynd som företer ett nära släktskap med till exempel dem man funnit i Valsgärde.
Sagorna, som dock här är mer dikt, berättar även om hur Ivar Vidfamne något senare, som den förste kungen efter Ynglingaätten, skapar ett rike eller en union som skulle bestått av delar av England, Skandinavien och provinser på andra sidan Östersjön. Det skulle sedan upplösts genom det i flera källor återgivna slaget vid Bråvalla mellan Harald Hildetand och Sigurd Ring.
Under 700-talet, inte minst sedan Birka anlagts som ersättning för Helgö, intensifieras handeln successivt och då främst den östliga. Det går därför inte att ange något exakt år för när Sverige går in i vikingatiden på samma vis som för de västliga vikingafärderna där vikingarnas uppdykande vid Lindisfarne 793 utgör en traditionell startpunkt.

## Internationella kontakter
Under vendeltiden grundades även en rad handelsstationer, framför allt i Baltikum, exempelvis Seeburg, det nutida Grobin i Lettland. Dessa kolonier förebådade vikingatidens handelsfärder i österled och utgjorde en förutsättning för dessa.
Ett exempel på de internationella kontakterna västerut är den praktfulla båtgraven i Sutton Hoo på Englands östkust. Den visar stora likheter med båtgravarna i Mälardalen, och den döde krigarens livvapen är tillverkade i Sveariket.
Under vendeltiden utvecklades i Norden den germanska djurornamentiken som kanske är den mest utsökta av våra förhistoriska konstarter, och även guldsmedstekniken nådde sin fulländning med bl. a. storartade cloissonéarbeten. Också den gotländska bildstenskonsten blomstrade under sen vendeltid.

## Galleri med arkeologiska fynd från vendeltiden

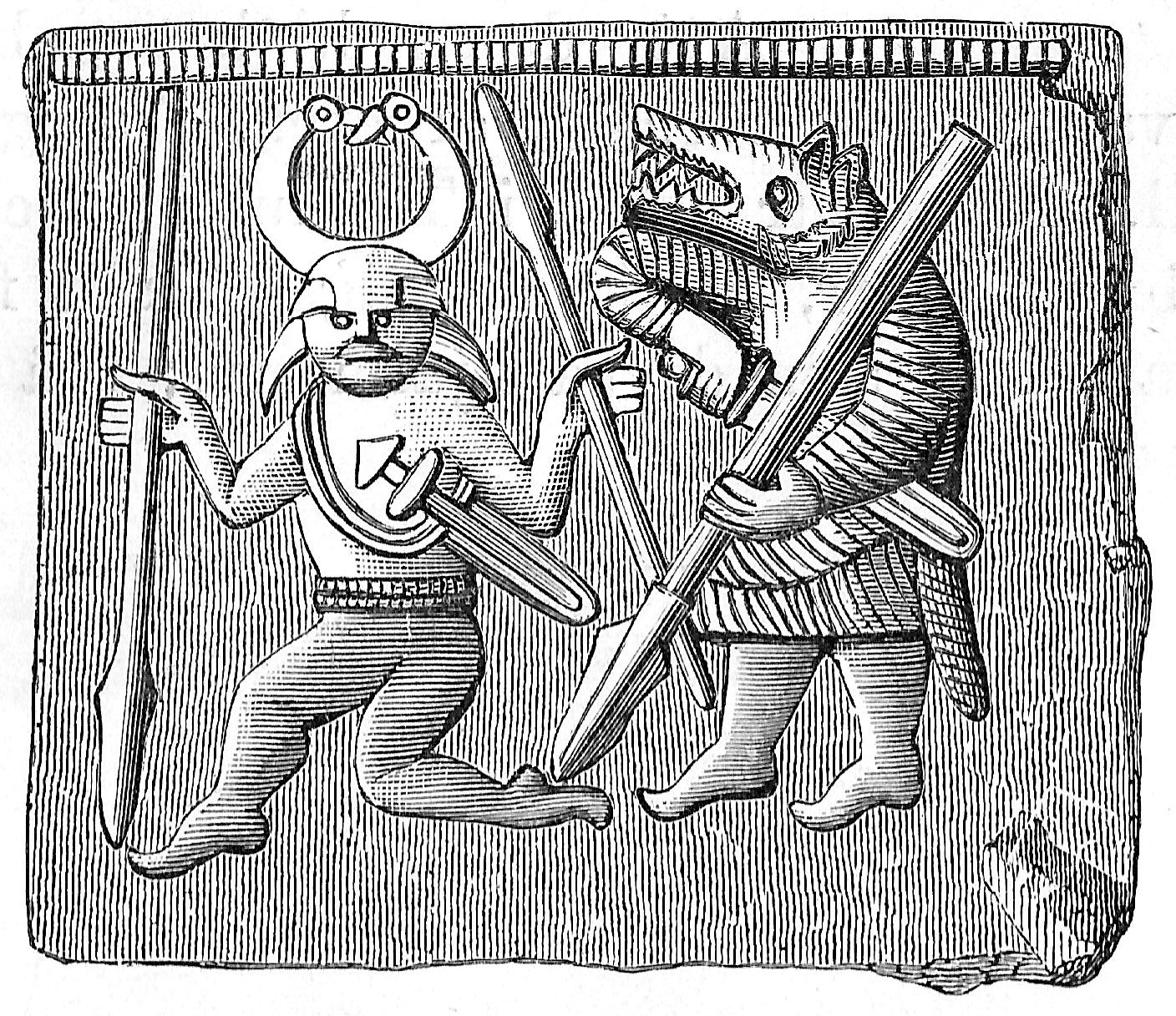
En av Torslundaplåtarna från Vendeltiden. Bronsplåt med upphöjda bilder för pressning av tunt bronsbleck, funnen på Björnhovda i Torslunda socken, Öland i en gravhög. Figuren till vänster föreställer eventuellt Oden och figuren till höger en bärsärk eller ulvhedin.
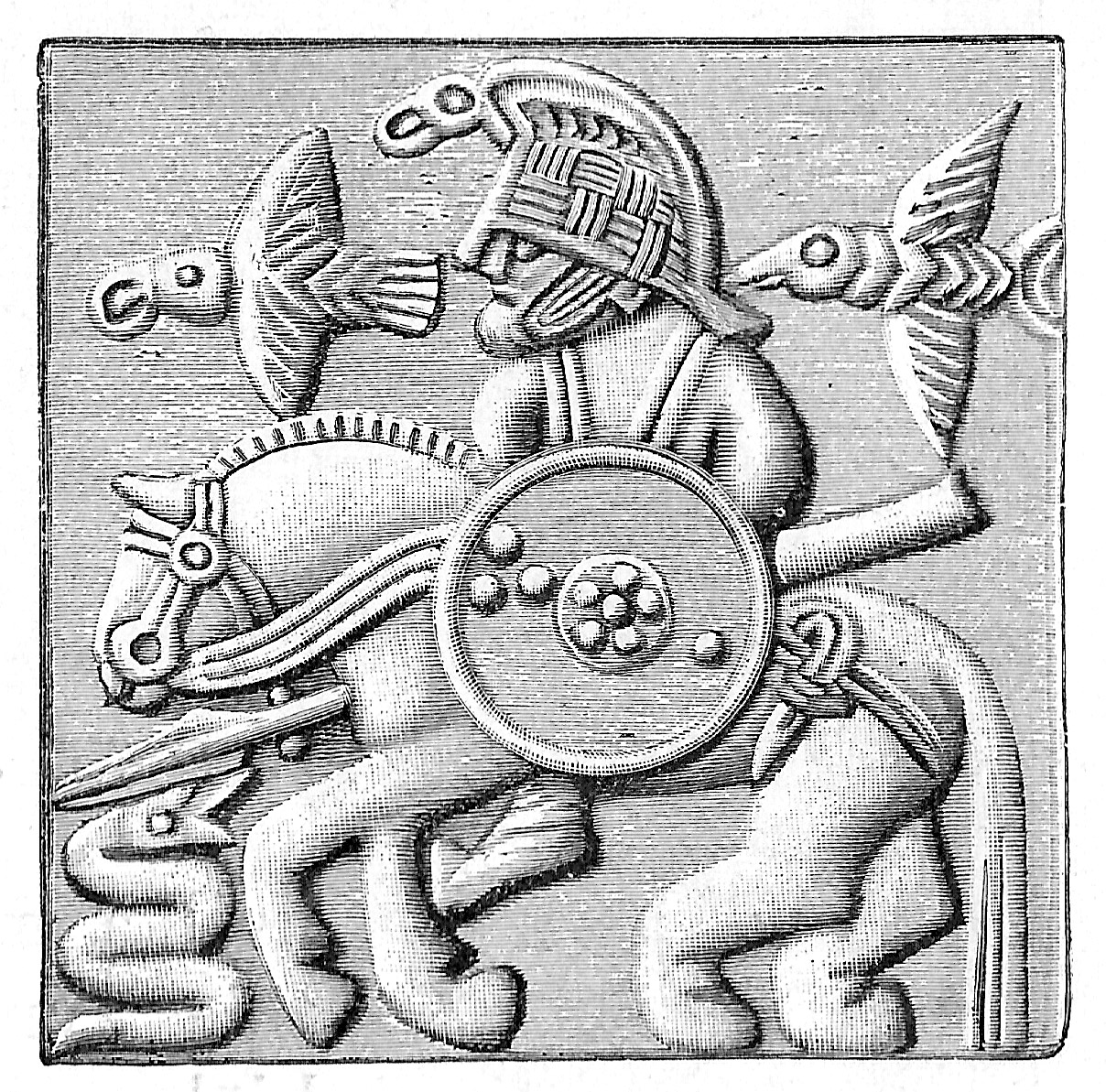
Del av hjälm, tunn, pressad bronsplåt. Funnen i Vendel. Figuren föreställer möjligen Oden och hans två korpar Hugin och Munin.
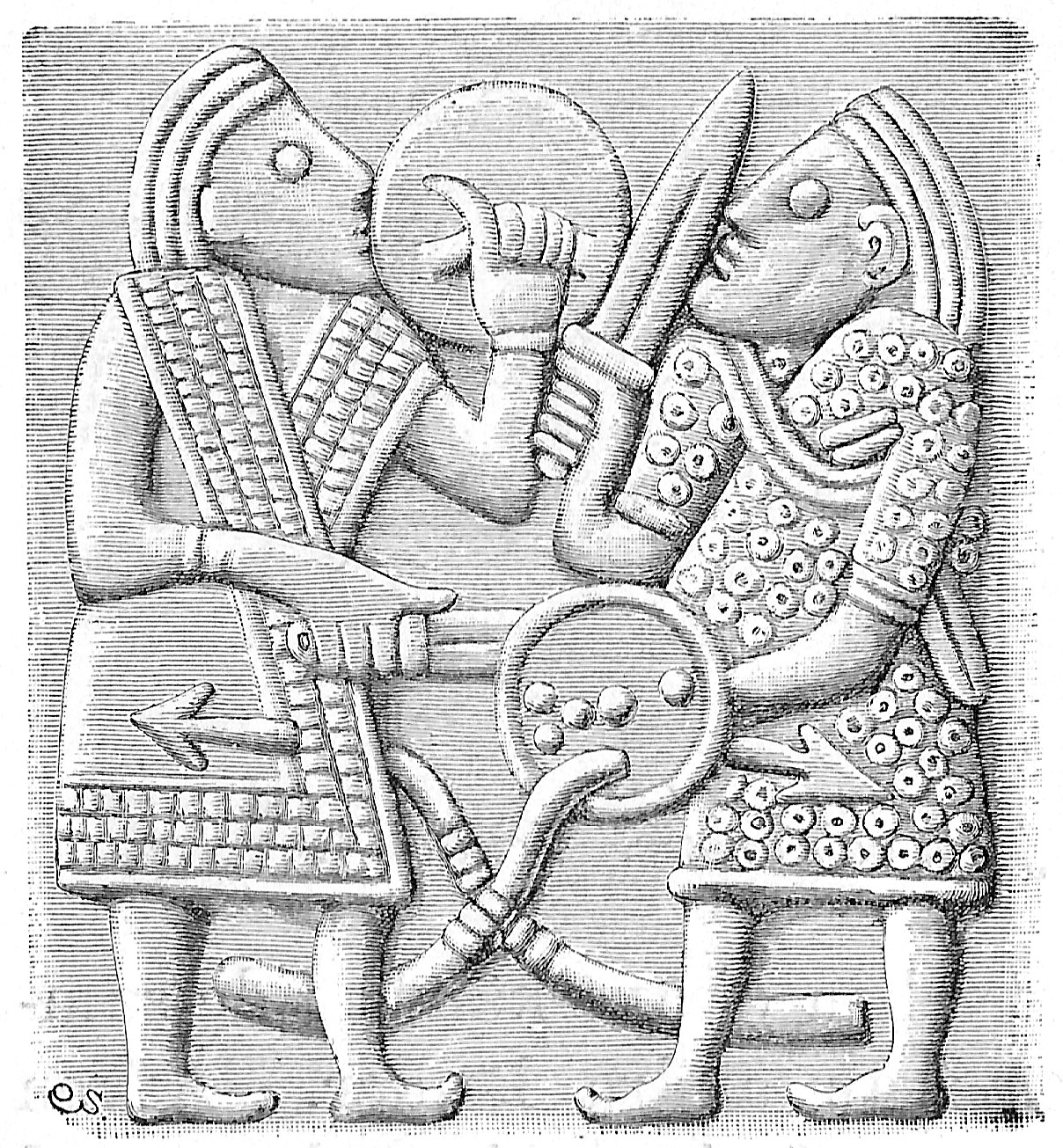
Del av hjälm, tunn, pressad bronsplåt. Funnen i Vendel.
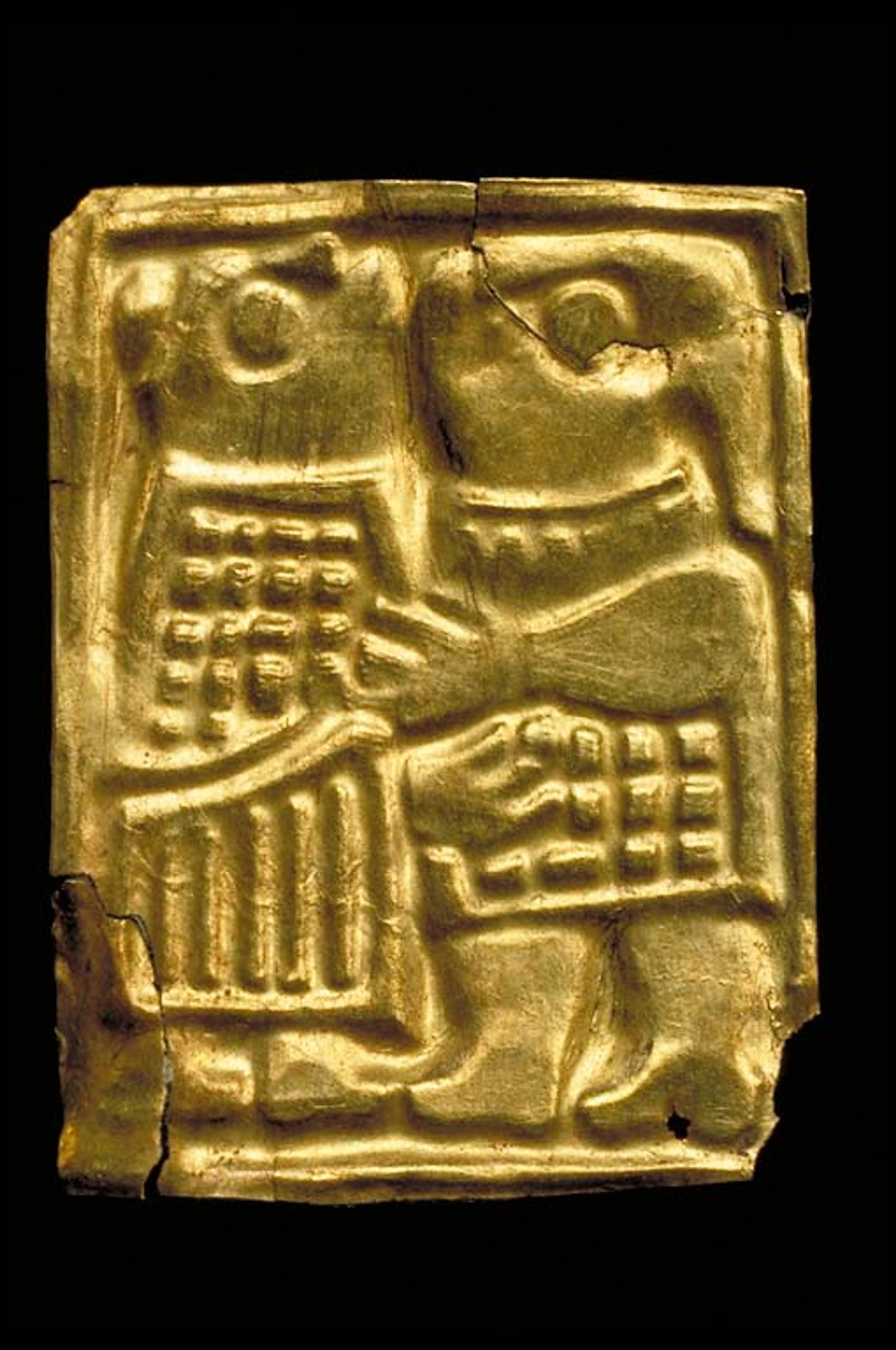
Guldgubbar